# Salinenstraße (Bad Reichenhall)
Die Salinenstraße (ⓘ) ist eine Straße in der oberbayerischen Kurstadt Bad Reichenhall.

## Beschreibung
Die Salinenstraße ist eine Straße im Stadtzentrum von Bad Reichenhall. Über sie führte bis Mitte der 1970er Jahre mit Kammerbotenstraße, Ludwigstraße und Salzburger Straße die Hauptverkehrsachse durch die Stadt.
Nach dem großen Stadtbrand von 1834 und dem Neubau der neuen, heute Alten Saline wurde die Salinenstraße völlig neu gestaltet. Sie kreuzt die Achse zwischen der Alten Saline als Produktionsstätte im Südosten und dem Beamtenstock als Verwaltungsgebäude im Nordwesten im rechten Winkel. Die Salinenstraße wurde als „breite, baumbestandene Paradestraße“ großzügig ausgelegt. Neben dem repräsentativen Charakter dienten großzügige Abstandsflächen zwischen den Produktionsgebäuden der Saline und der restlichen Bebauung der Stadt als Feuerschneise, um ein Übergreifen eines Feuers der Saline auf die restliche Stadt zu verhindern. Die Salinenstraße war Hauptdurchgangsstraße der Stadt und wurde zusätzlich für den Abtransport des produzierten Salzes genutzt, was auch eine gewisse Größe voraussetzte. Die Salinenstraße ist heute weitestgehend unverändert, ein Teil der großzügigen Flächen wird inzwischen jedoch teilweise für Parkplätze und Bushaltestellen genutzt.
Die Salinenstraße ist Teil des Ensembles Alte Saline und grenzt an das Ensemble Obere Stadt und das Ensemble Rathausplatz an.

## Geschichte
Die heutige Salinenstraße liegt in unmittelbarer Nähe der Bad Reichenhaller Solequellen. Vor dem großen Stadtbrand von 1834 hieß die Salinenstraße noch Salzmagazinplatz und diente auch damals schon als Durchgangsstraße sowie für den Umschlag und Abtransport des in der Saline produzierten Salzes. Nach dem Stadtbrand wurde die neue, heute Alte Saline nach dem Willen König Ludwigs I. nicht nur funktional, sondern auch repräsentativ neu erbaut. Großer Wert wurde zudem auf großzügige Abstandsflächen innerhalb und außerhalb der Saline gelegt, um bei Bränden in der Saline das Übergreifen auf weitere Gebäude oder gar den Rest der Stadt zu verhindern. Deshalb wurde die Salinenstraße als breite und baumbestandene „Prachtstraße“ angelegt. Nachdem 1929 der Betrieb der Alten Saline eingestellt und die Salzproduktion endgültig in die Neue Saline verlegt wurde, blieben – trotz verschiedenster Pläne – die Alte Saline, der Beamtenstock und auch die Salinenstraße weitestgehend unangetastet.
Beim Luftangriff auf Bad Reichenhall am 25. April 1945 erlitt der Bereich des Kammerbotenviertels um die Salinenstraße zum Teil erhebliche Schäden, die jedoch nicht die Produktionsgebäude betrafen. Der Beamtenstock wurde von einer Sprengbombe getroffen, die das Gebäude nordöstlich des zentralen Eingangs bis zum Erdgeschoss auf mindestens drei Achsen völlig zerstörte. Der Brand in den oberen Stockwerken musste zeitweise mit Sole aus der Saline gelöscht werden, weil mehrere Hauptwasserleitungen in der Stadt nach Bombentreffern ausfielen. Die Gebäude Salinenstraße 2, 3, 4, 5 wurden völlig zerstört, Salinenstraße 1 (Beamtenstock) und Salinenstraße 6 (Gasthaus zum Tomerlwirt, später Fragnerei Anton Zellner – Spezereien, Colonialwaren und Cigarren) schwer beschädigt.
Die Mädchenschule in der Salinenstraße 4 wurde völlig zerstört. Sechs Personen wurden von Trümmern im Luftschutzkeller verschüttet und starben, darunter drei Ordensschwestern. Das Bild der Mutter Gottes, das sich heute in der Kirche St. Nikolaus in der direkten Nachbarschaft befindet, wurde wie durch ein „großes Wunder“ nicht beschädigt. Nach einer Aufbewahrung in der Kirche St. Zeno und in München wurde das Marienbild am 2. Dezember 1953 mit einer feierlichen Lichterprozession zurück in die Kirche St. Nikolaus übertragen. Die Madonna im Garten der Mädchenschule blieb ebenfalls unversehrt und befindet sich heute in einer Lourdesgrotte im Kirchholz.
Insgesamt starben in der Salinenstraße 21 Personen beim Luftangriff auf die Stadt.
Abgesehen von Parkplätzen und Bushaltestellen präsentiert sich die Salinenstraße heute nahezu im unveränderten Zustand aus den 1830er Jahren.

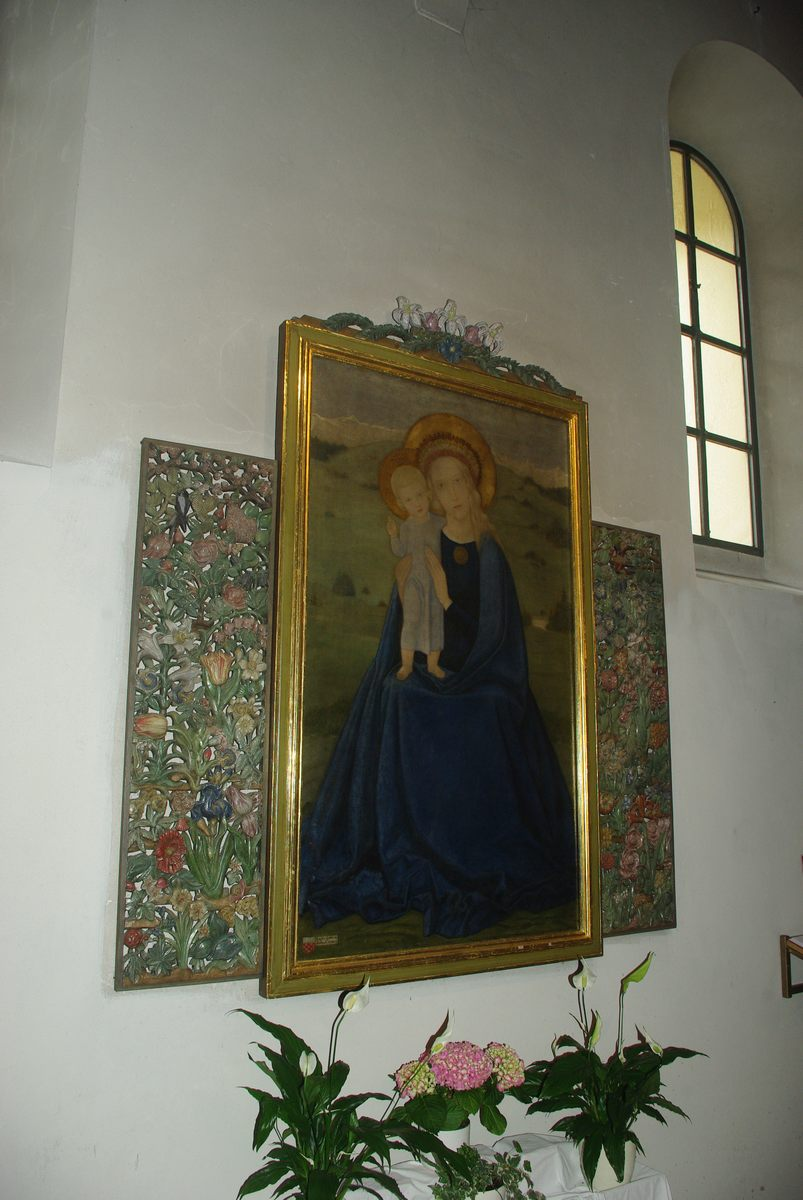
Bild der Muttergottes in der Nikolauskirche
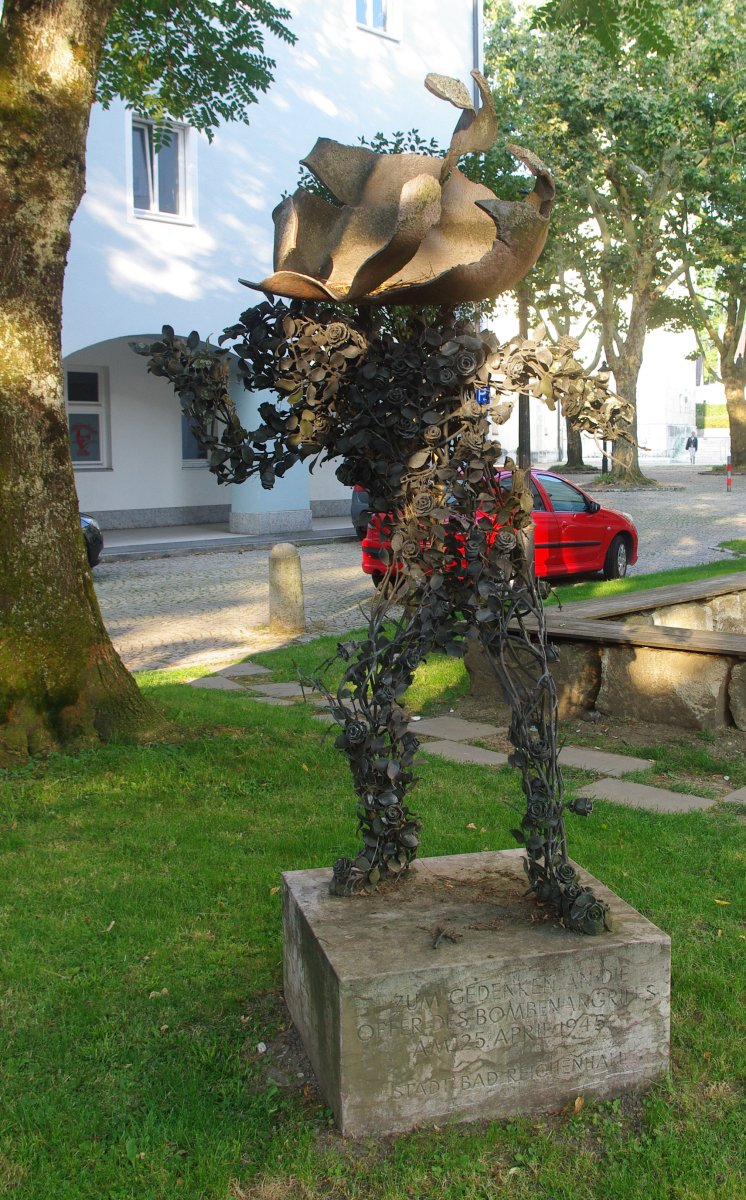
Denkmal Angerer d. J. am ehem. Standort der Mädchenschule

## Bauwerke

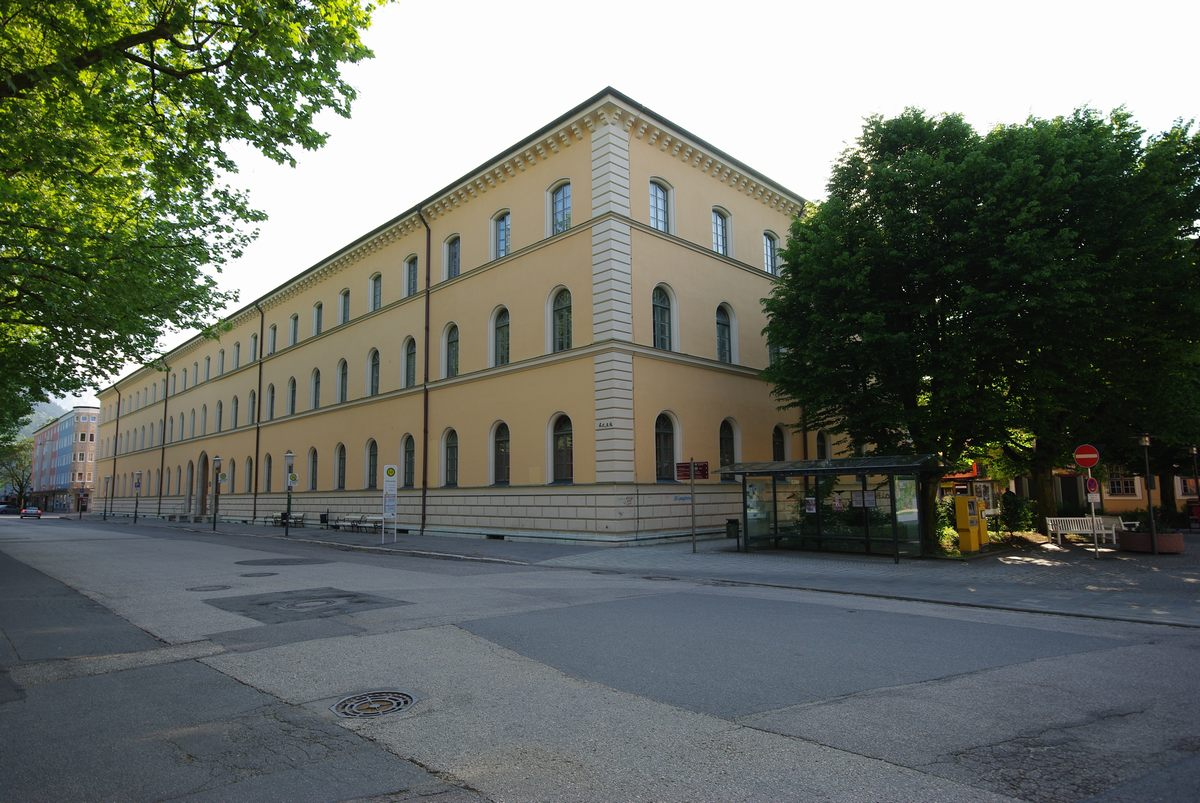
Beamtenstock an der Salinenstraße

An der Salinenstraße befinden sich heute nur vier Bauwerke, die direkt der Straße zugerechnet werden. Die Bauten der Alten Saline auf der Südostseite der Salinenstraße haben mit Alte Saline eine eigene Straßenbezeichnung.
Wichtigstes Bauwerk ist der Beamtenstock. Das Verwaltungsgebäude der Saline wurde nach dem großen Stadtbrand als erstes Gebäude der neuen Anlage erbaut. Der Beamtenstock wurde in dreijähriger Bauzeit zwischen 1836 und 1839 unter dem Hofarchitekten Friedrich von Gärtner erbaut. Das Gebäude trägt die Hausnummer 1 und steht unter Denkmalschutz.
Weitere Gebäude sind die Hausnummern 2 und 3 weiter westlich, die direkt an die Häuser der Kammerbotenstraße angrenzen und wie diese als Geschäfts- und Wohnhäuser genutzt werden.
Salinenstraße 8 war bis Ende der 1980er Jahre ein Kaufhaus. Franz Unterforsthuber eröffnete dieses in den 1960er Jahren als Filiale seines Stammhauses in Traunstein. Nach der Aufgabe der Filiale in Bad Reichenhall wurde das Gebäude umgebaut und dient seitdem als Wohn- und Geschäftshaus.
Der Beamtenstock ist das einzige Gebäude der Salinenstraße, das den Luftangriff auf Bad Reichenhall am 25. April 1945 überdauert hat. Alle weiteren Gebäude wurden völlig zerstört und in den 1950er und 1960er Jahren durch Neubauten ersetzt.